# Cockscomb Hill (kulle i Antarktis)
Cockscomb Hill är en kulle i Antarktis. Den ligger i Sydshetlandsöarna. Argentina, Chile och Storbritannien gör anspråk på området. Toppen på Cockscomb Hill är 140 meter över havet.
Terrängen runt Cockscomb Hill är kuperad. Havet är nära Cockscomb Hill åt sydost. Trakten är glest befolkad. Närmaste befolkade plats är Commandante Ferraz Station, 4,4 kilometer öster om Cockscomb Hill. 